# Das Deutsche Demokratische Reich
Das Deutsche Demokratische Reich – Wie die extreme Rechte Geschichte und Demokratie zerstört ist ein 2025 erschienenes Sachbuch des deutschen Historikers und Publizisten Volker Weiß. Es setzt sich kritisch mit geschichtspolitischen Strategien der extremen Rechten auseinander und untersucht deren Versuche, historische Narrative zu verzerren, um politische Ziele zu legitimieren.

## Inhalt
Das Buch beleuchtet verschiedene Methoden der extremen Rechten zur Umdeutung (Resignifikation) historischer Ereignisse, insbesondere im Kontext der deutschen und europäischen Geschichte. Weiß analysiert, wie rechte Akteure die Geschichte strategisch umdeuten, um autoritäre und nationalistische Ideologien zu stützen. Ein besonderer Fokus liegt auf der Umdeutung des Nationalsozialismus, dem geschichtspolitischen Revisionismus sowie dem wachsenden Einfluss russischer Geschichtspolitik auf deutsche rechte Milieus.
Zu den zentralen Themen des Buches gehören:
- Russlands Einfluss auf den europäischen Nationalismus: Weiß zeigt auf, wie rechte Bewegungen in Deutschland zunehmend prorussische Positionen übernehmen und die politische Rhetorik Moskaus in ihren Diskurs einbauen.
- Rechte Geschichtspolitik zur DDR: Das Buch untersucht die Versuche, die DDR retrospektiv als preußisch geprägten Ordnungsstaat zu verklären und von ihrer sozialistischen Vergangenheit zu lösen.
- Die Legende von den „linken Nazis“: Weiß geht auf Versuche rechter Ideologen ein, den Nationalsozialismus als linke Bewegung umzudeuten, um die politische Linke zu delegitimieren.
- Umdeutung historischer Narrative: Er analysiert, wie die extreme Rechte historische Begriffe und Ereignisse umdeutet, um ihre politischen Agenden zu stützen.

## Hintergrund
Volker Weiß ist als Historiker für seine Forschungen zu Rechtsextremismus und Geschichtspolitik bekannt. Bereits in seinem Buch Die autoritäre Revolte (2017) setzte er sich mit der Neuen Rechten und deren ideologischen Strategien auseinander. In Das Deutsche Demokratische Reich führt er diese Analysen fort und untersucht, wie geschichtspolitische Umdeutungen als Waffe gegen Demokratie und Aufklärung genutzt werden.

## Rezeption
Das Buch belegte im März 2025 Platz 2 der Sachbuch-Bestenliste von ZDF, Deutschlandfunk Kultur und Die Zeit und Platz 1 der Sachbücher des Monats März 2025. Das Buch wird positiv rezensiert.